# 科尔梅纳雷霍
科尔梅纳雷霍，是西班牙马德里自治区的一个市镇。总面积32平方公里，总人口8919人（2013年），人口密度281人/平方公里。